# 田中充 (スポーツライター)
田中 充（たなか みつる、1978年 - ）は、日本のスポーツライター、尚美学園大学スポーツマネジメント学部准教授。専門は、スポーツメディア論で、日本のプロ野球や米国のメジャーリーグベースボールのほか、フィギュアスケートなどを中心に取材している。

## 経歴
京都府生まれ。
2001年に早稲田大学大学院法学部を卒業し、京都新聞社の記者となった。
2003年7月に京都新聞社を退社し、9月に産業経済新聞社の記者となって、おもにスポーツ報道に従事する。2008年に産経新聞東京本社運動部の所属となり、2016年リオデジャネイロオリンピック、（2021年開催の）2020年東京オリンピックで柔道競技を取材したほか、羽生結弦の番記者としてフィギュアスケート関係の取材にあたった。
在職中の2021年4月から2022年3月にかけて、早稲田大学大学院スポーツ科学研究科に在籍し、1年で修士課程を修了した。2022年4月以降は、早稲田大学スポーツビジネス研究所招聘研究員となっている。
2023年に、尚美学園大学スポーツマネジメント学部准教授に転じた。

## おもな著書

### 単著
- 羽生結弦の肖像 番記者が見た絶対王者の4000日、山と渓谷社、2023年

### 共著
- （森田景史との共著）日本柔道最重量級の復活する日、扶桑社、2020年
- （森田景史との共著）スポーツをしない子どもたち、扶桑社（扶桑社新書）、2021年
- （小海途良幹による写真集）レンズ越しの羽生結弦 神カメラマンが見た絶対王者、山と渓谷社、2024年